# Moïse Kogan
Moïse Kogan (ou parfois Moissey Kogan) est un médailleur, sculpteur et graphiste français né russe le 24 mai 1879 à Orhei en Bessarabie et mort le 3 mars 1943 à Auschwitz.

## Biographie
Moïse Kogan a étudié à l'académie des beaux-arts de Munich et a été membre du Deutscher Werkbund, avant de fuir en Suisse puis en France pour son « art dégénéré ». Travaillant notamment à Paris par la suite, il est déporté en 1943 dans le camp d'extermination d'Auschwitz via le camp de Drancy à cause de sa judéité.

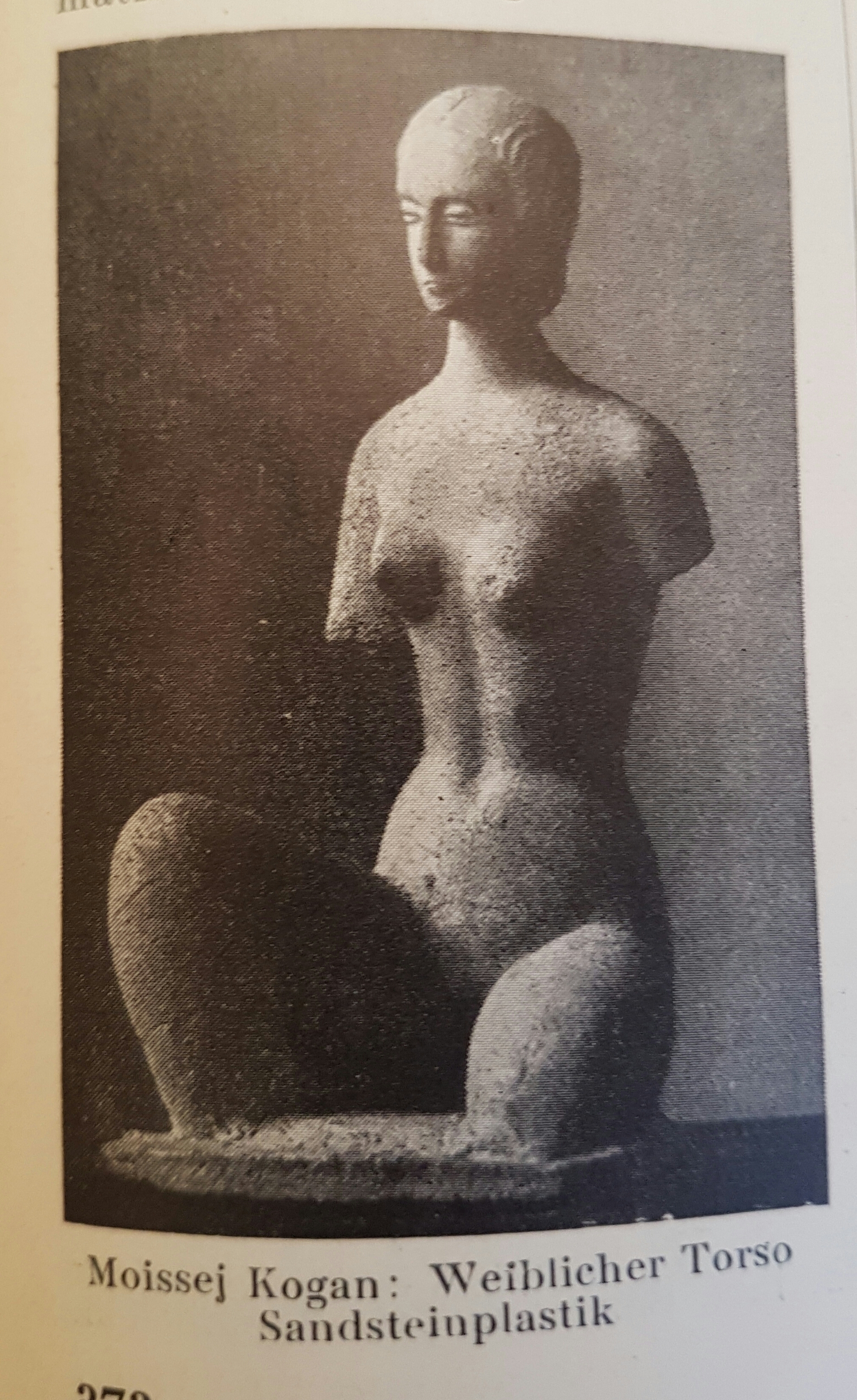
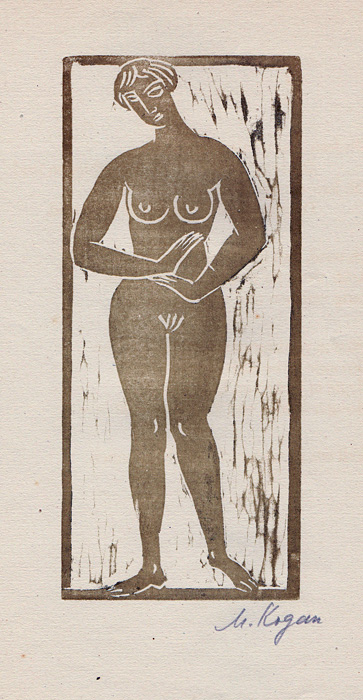
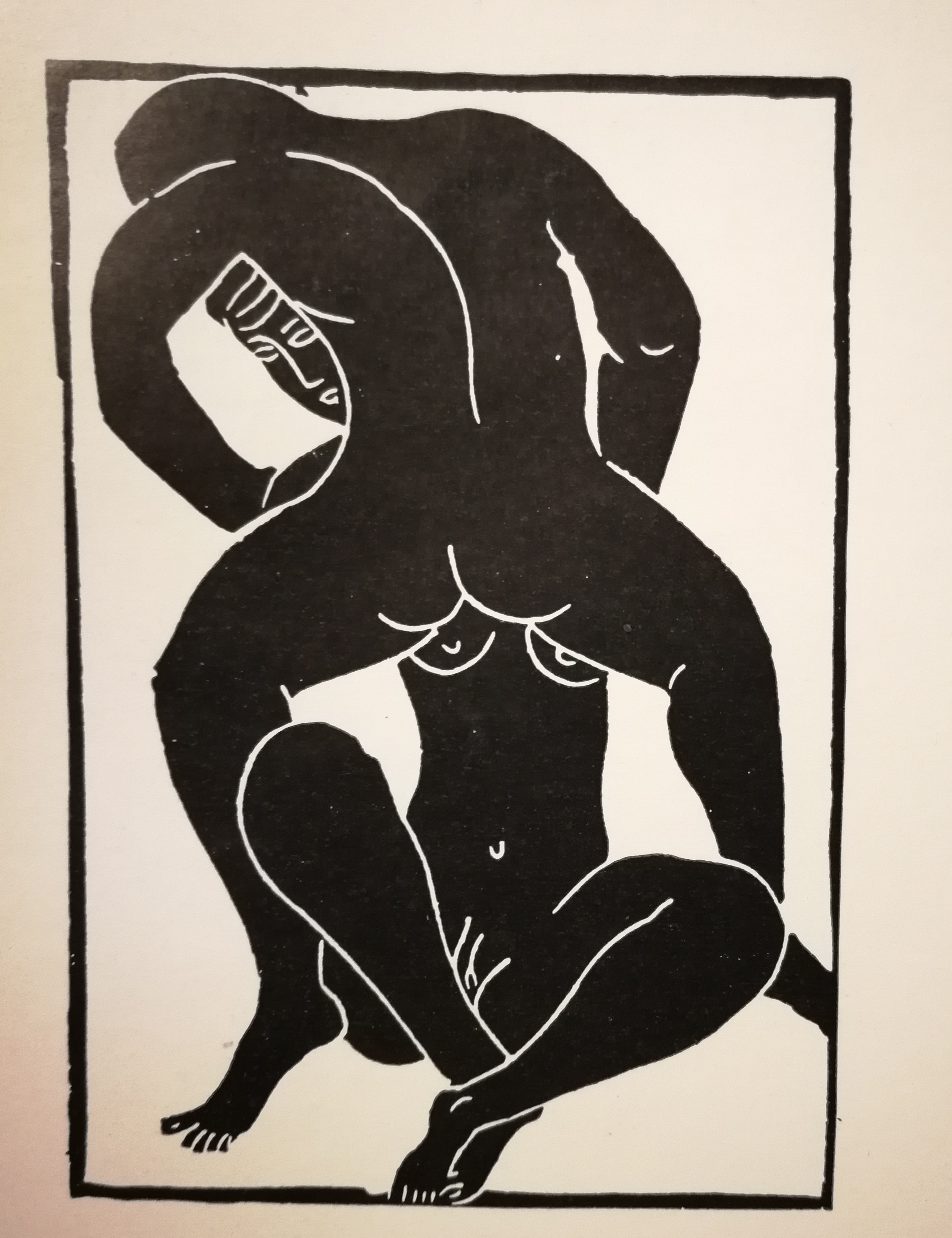
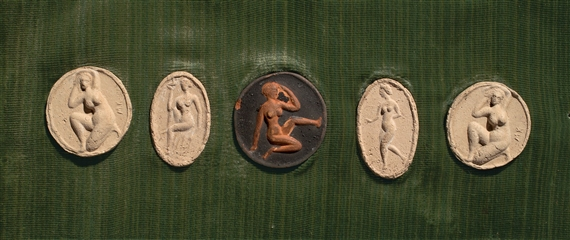